# غوتفريد كيرش
غوتفريد كيرش (بالألمانية: Gottfried Kirch)‏ (و. 1639 – 1710 م) هو عالم فلك من ألمانيا . ولد في غوبن. وكان عضواً في الأكاديمية البروسية للعلوم .
توفي في برلين، عن عمر يناهز 71 عاماً.